# Abbazia di San Biagio
L'abbazia di San Biagio, conosciuta semplicemente come abbazia di Piobbico, è un'abbazia situata tra la frazione di Piobbico e quella di Giampereto, presso Sarnano in provincia di Macerata. Della struttura rimangono solo la chiesa, dedicata a San Biagio, e un piccolo alloggio colonico.

## Storia
L'abbazia di San Biagio sorge in un sito che ospitava una cappella dedicata a Santa Maria tra i torrenti («inter rivora»), poiché si trovava tra i fiumi Tenna e Tennacola. La struttura venne fondata nel 1030 grazie a una donazione del feudatario conte Mainardo e a tre chierici, di nome Giovanni, Lupo e Romano. A ricordarci l’anno della fondazione è un atto notarile del XVI secolo, ad opera del sarnanese Melchiorre Ciaccia. L'edificio venne consacrato il 18 luglio 1059 e gestito dai frati Benedettini. La dedica a San Biagio però non sorse fino al XV secolo. I primi due secoli dell'abbazia furono prosperi, infatti l'abbazia controllava numerosi territori e strutture a Sarnano, San Ginesio (chiesa di San Gregorio Magno), Mogliano, Loro Piceno e Corridonia. ma cadde poi in declino fino all'abbandono verso la metà del XIII secolo, visto che i frati ottennero dal Comune di Sarnano l'autorizzazione per realizzare un oratorio locale dedicato alla Vergine Maria in Piazza Alta, dove ora sorge la collegiata di Santa Maria Assunta. Nel XXI secolo la struttura venne ristrutturata per iniziativa locale e mossa dal parroco don Alfredo Arcangeli: questa ristrutturazione portò nuova vita ad alcune parti in legno, oramai in decadenza, ma con il terremoto del Centro Italia del 2016 e del 2017 l'abbazia  diventò inagibile: i danni provocati dal sisma si snodavano nella parete dell'abside, alle strutture lignee del tetto, al timpano, alla facciata e al campanile. Il 27 luglio 2024 – alla presenza dell'arcivescovo di Camerino-San Severino, S.E.R. Mons. Francesco Massara, del cardinale Enrico Feroci e di altri sacerdoti – avviene la solenne riapertura. 

## Descrizione

### Architettura
L'abbazia è costruita in stile romanico con la pietra classica del territorio (pietra arenaria). La facciata presenta un unico alto oculo e un portale a tutto sesto. Sul portale c'è un'iscrizione del 1117, che segnala alcuni restauri che sembrano aver ridotto le dimensioni della lunghezza della chiesa. L'interno presenta una navata stretta che conduce ad una parete absidale piatta e rettangolare con due strette finestre. La cripta tripartita, unica parte conservata della chiesa originaria, è posta sotto al presbiterio ed è sorretta da robuste e semplici colonne rozze che sorreggono delle volte a crociera. Ai suoi lati sono vennero costruiti due piccoli fabbricati coperti da tetti a una falda, di cui uno con un campanile a vento, mentre la copertura interna del tetto è a capriate lignee, interrotta da un arcone trasversale, che delimita il rialzamento del tetto sull'area del presbiterio, mentre sulla parete sinistra appaiono con evidenza i tamponamenti degli archi che immettevano nella navata laterale. Una piccola cupola venne costruita nel XVIII secolo sul fianco sinistro, dopo alcuni lavori strutturali.

### Pittura
L'abbazia è decorata con numerosi affreschi, precisamente posti sul fondo piatto dell'abside e lungo la parete destra, risalenti alla prima metà del XV secolo ed attribuiti a Giovanni di Corraduccio (per i riquadri presbiteriali) e Matteo da Gualdo (per gli affreschi della navata).